# Перес, Доминго Сальвадор
Доми́нго Сальвадо́р Пе́рес Сильва (исп. Domingo Salvador Pérez Silva; 7 июня 1936, Пайсанду — 16 августа 2024) — уругвайский футболист, нападающий. Выступал за сборную Уругвая. Участник чемпионата мира 1962 года и чемпионата мира 1966 года. Двукратный чемпион Южной Америки: 2-го розыгрыша 1959 года и розыгрыша 1967 года.

## Карьера

### Клубная
За время профессиональной карьеры игрока выступал за клубы из Монтевидео «Рампла Хуниорс», «Насьональ», а также «Ривер Плейт» из Буэнос-Айреса. В составе клуба «Насьональ» дважды становился чемпионом Уругвая в 1963 и 1966 году, вместе с клубом доходил до финала Кубка Либертадорес в 1964 году, в котором, однако, «Насьональ» по сумме двух матчей уступил аргентинскому «Индепендьенте» из Авельянеды.

### В сборной
В составе главной национальной сборной Уругвая дебютировал 8 марта 1959 года, а последний матч сыграл 2 февраля 1967 года, всего за сборную сыграл 29 матчей и забил 6 мячей в ворота соперников. В 1959 году в составе команды стал чемпионом Южной Америки 2-го розыгрыша 1959 года, причём, принял участие во всех 4-х матчах команды на турнире и забил 1 гол в ворота сборной Эквадора. Затем в составе сборной участвовал в финальной части чемпионата мира 1962 года, где сыграл во всех 3-х матчах команды в группе, и в финальной части чемпионата мира 1966 года, где снова сыграл во всех матчах команды: 3-х в группе и 1-м в 1/4 финала 23 июля против сборной ФРГ. В 1967 году во 2-й раз в карьере стал чемпионом Южной Америки, приняв участие в 4-х матчах команды в розыгрыше 1967 года и забив 1 гол в ворота сборной Парагвая.
Умер 16 августа 2024 года в возрасте 88 лет.

## Достижения

### Командные
Чемпион Южной Америки: (2)
- 1959 (2), 1967

Чемпион Уругвая: (2)
- 1963, 1966 (оба с ФК «Насьональ»)

Финалист Кубка Либертадорес:
- 1964 (ФК «Насьональ»)